# Cimetière juif de Bayonne
Le cimetière juif ou cimetière israélite de Bayonne est un cimetière dédié aux Juifs situé dans la ville de Bayonne en Nouvelle-Aquitaine. Il est situé dans le quartier Saint-Étienne au nord de la ville et de la synagogue.

## Histoire
Le cimetière juif de Bayonne a été établi dès 1689 dans le quartier de Saint-Étienne qui domine le nord de la ville. Il est remanié et agrandi aux XVIIIe et XIXe siècles et couvre désormais une superficie de deux hectares ; un dépositoire en forme de temple antique y est inauguré en 1862.
Il est le théâtre de la bataille du 14 avril 1814 lors du siège de Bayonne.
Il a fait l’objet d'une restauration, à l’initiative du musée juif Belgique  ( Bruxelles), à partir du printemps 2010. Pas moins de neuf autres chantiers d'été permettront aux jeunes volontaires européens, membres de l'Aktion Sühnezeichen Friedensdienste, de mettre au jour plusieurs centaines de dalles sépulcrales, couvrant ainsi la période d'inhumation de 1654 à 1806. Le cimetière appartient à l'Association cultuelle israélite de Bayonne.

## Description
Le cimetière est inscrit aux monuments historiques depuis le 15 juillet 1998. Il est en effet le plus vieux de France, et conserve de nombreuses pierres tombales anciennes — près de trois mille tombes datant du XVIIe au XIXe siècle. Le dépositoire de 1862 en forme de temple antique est aussi couvert par ce classement.

Le cimetière juif de Bayonne.
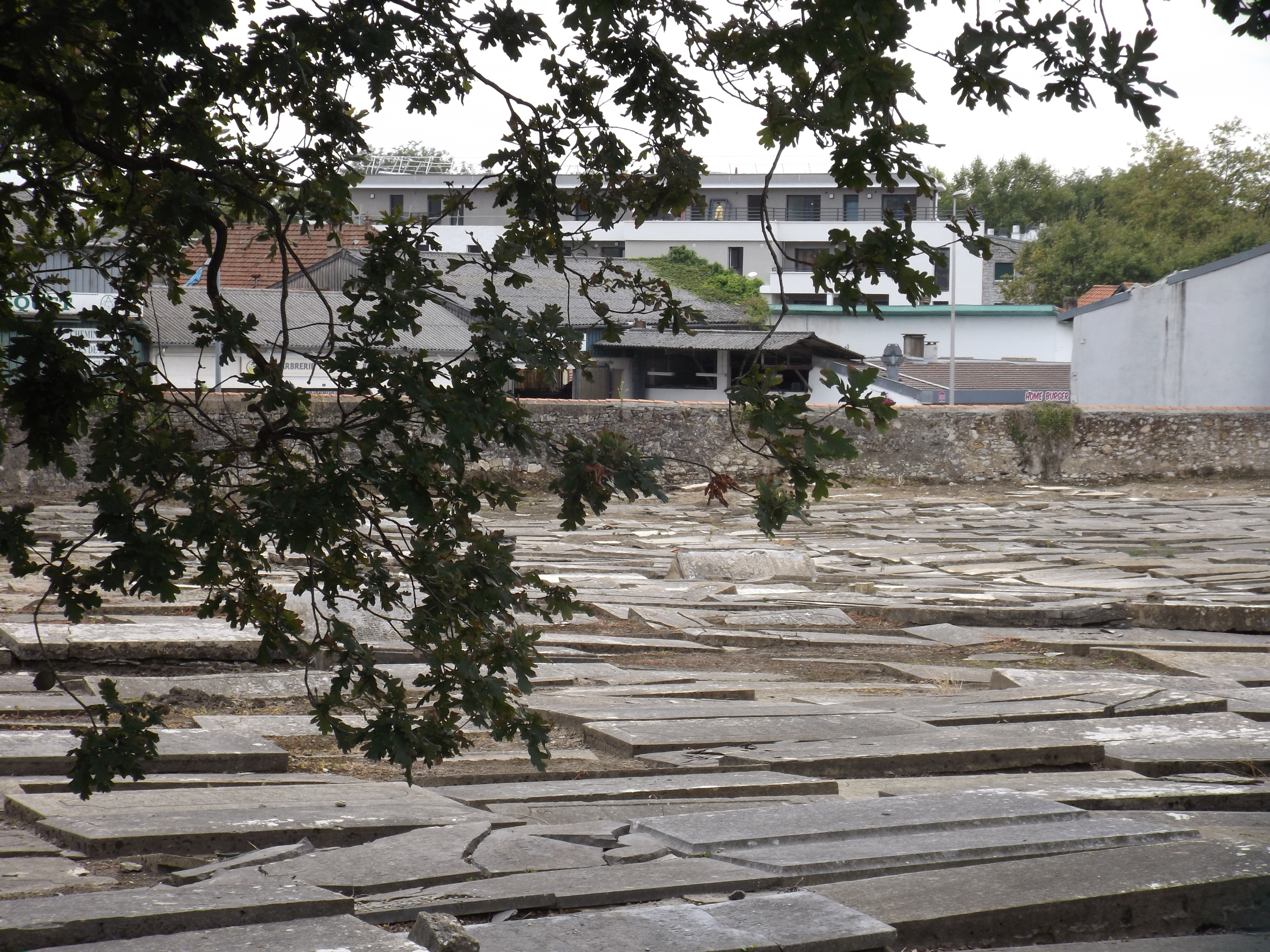
Le carré du XIXe siècle.
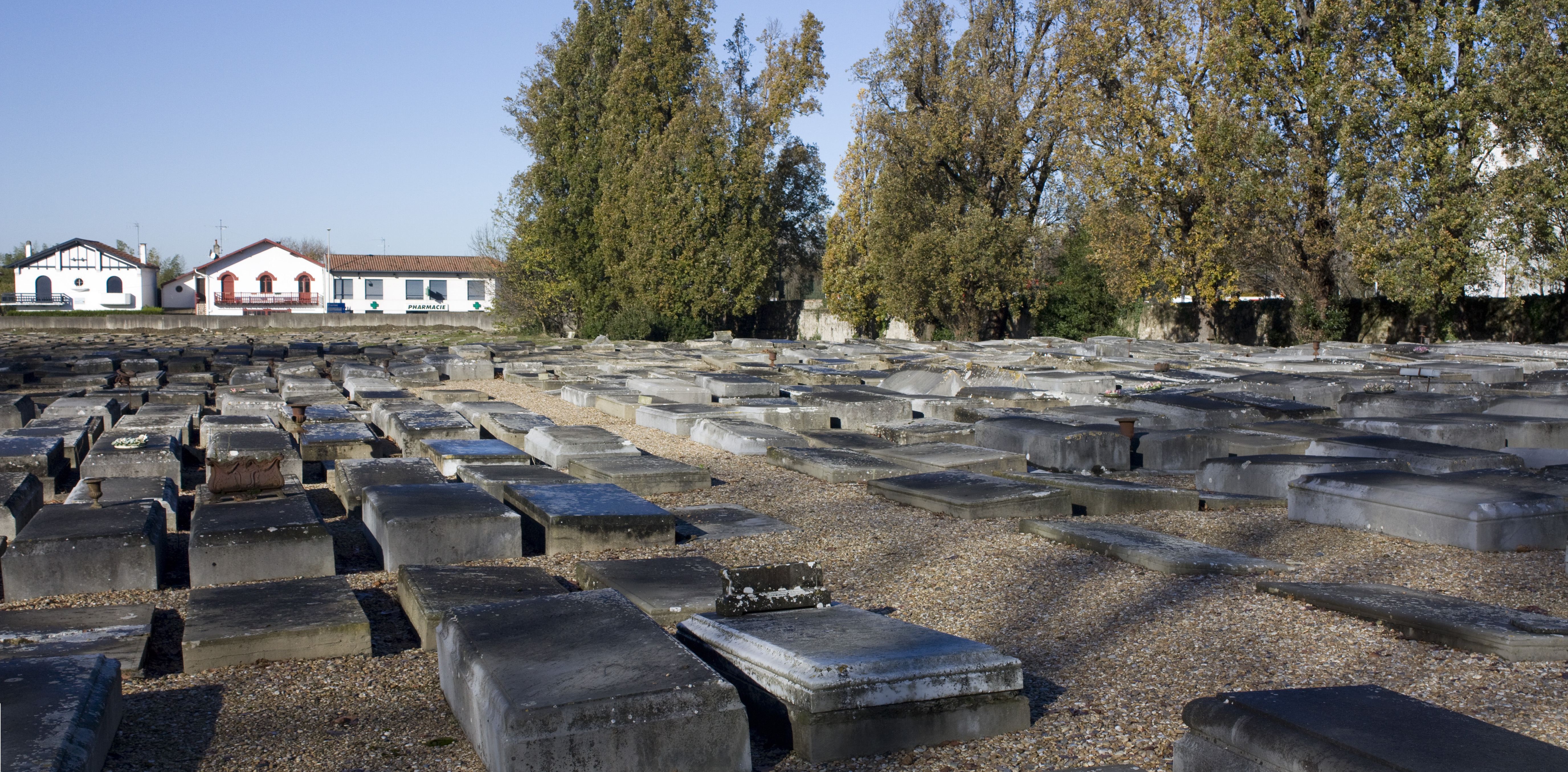
Le carré du XVIIIe siècle.